# The Cowboy and the Schoolmarm (film 1910)
The Cowboy and the Schoolmarm è un cortometraggio muto del 1910 diretto da Fred J. Balshofer.

## Trama
Joe Blackburn è un uomo violento e un poco di buono. È invaghito di Jess Wilson, una giovane e graziosa insegnante di scuola, che è promessa a Jim Brady. Blackburn minaccia entrambi, così come, ubriaco, assale una giovane coppia indiana (Young Deer e Red Wing) che si salva solo per l'intervento di Brady. Desideroso di vendetta, Blackburn rapisce Jess, ma la coppia indiana assiste al rapimento. Young Deer corre ad avvertire Brady, mentre Red Wing segue di nascosto Blackburn, segnalando con delle perline il tragitto. Seguendo la traccia Brady e Young Deer raggiungono Blackburn e liberano Jess dopo una sparatoria. (Moving Picture World).

## Produzione
Il film fu prodotto dalla Bison Motion Pictures e dalla New York Motion Picture.

## Distribuzione
Distribuito dalla New York Motion Picture, il film - un cortometraggio in una bobina - uscì nelle sale cinematografiche statunitensi il 1º marzo 1910.